# Macedonia en los Juegos Paralímpicos de Pekín 2008
Macedonia estuvo representada en los Juegos Paralímpicos de Pekín 2008 por dos deportistas, un hombre y una mujer. El equipo paralímpico macedonio no obtuvo ninguna medalla en estos Juegos.